# Masempe Theko
Masempe Theko (* 4. Juli 1987 in Maseru) ist eine Schwimmerin aus Lesotho.
Sie startet in der Disziplin Freistilschwimmen über 50 Meter. Bei den 14. Schwimmweltmeisterschaften 2011 erreichte sie über diese Strecke eine Zeit von 49,75 Sekunden und belegte damit den letzten Platz. Sie lag damit mehr als fünf Sekunden hinter der Vorletzten.
2012 in London nahm sie als erste Schwimmerin ihres Landes an Olympischen Spielen teil.